# Ateleute grossa
Ateleute grossa là một loài tò vò trong họ Ichneumonidae.